# Banankrigene
Banankrigene er den uofficielle betegnelse for USA's militære indgriben i Centralamerika og Sydamerika frem til 1934.
Disse militære aktioner blev udført af det amerikanske marinekorps, men ved nogle lejligheder blev også den amerikanske hær og flåde anvendt.
Kilden til udtrykket "Banankrigene" er fra de påståede forbindelser mellem aktionerne og bevarelsen af forskellige amerikanske handelsinteresser i regionen. Mest bemærkelsesværdigt var det, at det amerikanske firma United Fruit havde store økonomiske interesser i produktionen af bananer, tobak, rørsukker og andre landbrugsprodukter i Karibien, Centralamerika og det nordlige Sydamerika.
Amerikanere, der var fortalere for imperialisme i tiden før 1. verdenskrig, argumenterede ofte for, at de militære aktioner hjalp landene i regionen med at bevare stabiliteten. Nogle imperialister mente, at aktionerne ikke var omfattende nok.
Modstandere af imperialisme mente, at aktionerne var en glidebane imod amerikansk kolonialisme i regionen.
Nogle moderne observatører mener, at hvis ikke 1. verdenskrig havde kvalt den amerikanske entusiasme for international indblanden, ville aktionerne være fortsat og ledt til et udvidet amerikansk koloniimperium med centralamerikanske stater enten som en del af USA som Hawaii, eller som amerikanske territorier som Filippinerne, Puerto Rico og Guam. Dette synspunkt er dog stærkt omstridt, specielt fordi USA udførte lignende aktioner i 1920'erne og hævdede, at det ikke handlede om koloniambitioner.
Banankrigene endte i 1934 med præsident Franklin D. Roosevelts politik om godt naboskab, Good Neighbor Policy, uden at der var grundlagt amerikanske kolonier i regionen.

## Involverede lande
- Cuba
- Dominikanske Republik
- Haiti
- Mexico
- Nicaragua
- Panama